# الانتخابات البرلمانية العراقية (1933)
أجريت انتخابات برلمانية في العراق سنة 1933 لانتخاب أعضاء مجلس النواب. على الرغم من أن الكتلة الحكومية بزعامة رئيس الوزراء ناجي شوكت فازت بأكبر عدد من المقاعد، إلا أنها تفككت بسرعة بعد الانتخابات، مما سمح لرشيد علي الكيلاني بأن يصبح رئيساً للوزراء.

## الخلفية
قدم رئيس الوزراء نوري السعيد استقالته إلى الملك فيصل في 27 أكتوبر 1932، وقُبلت في اليوم التالي. اختار الملك فيصل ناجي شوكت لتشكيل حكومة جديدة في 3 نوفمبر 1932. وعلى الرغم من أن استقالة السعيد كانت ظاهريًا بمحض إرادته، إلا أن فيصل هو من طلب منه التنحي. أراد فيصل تقليص نفوذ السعيد، الذي كان قد أسس علاقات قوية مع الحكومة البريطانية بعد توقيع المعاهدة البريطانية العراقية لعام 1930، بالإضافة إلى حصوله على دعم المعارضة المعتدلة التي عارضت المعاهدة.
اعتُبرت حكومة شوكت حكومة تسوية تهدف إلى تحقيق توازن بين السياسات الموالية لبريطانيا ومطالب المعارضة، وتخفيف الاحتقان السياسي الناتج عن توقيع معاهدة 1930. سعت الحكومة الجديدة إلى حل البرلمان (الذي كان يهيمن عليه السعيد) لتهدئة الرأي العام وتقليل نفوذه.
حاول السعيد ثني ناجي شوكت عن حل البرلمان من خلال عرض دعم حزبه لحكومته، إلا أن الملك فيصل ورئيس الوزراء الجديد كانا عازمين على المضي قدمًا، وصدر مرسوم ملكي بذلك في 8 نوفمبر 1932. حاول السعيد عرقلة القرار بإيعاز نواب حزبه بعدم حضور الجلسة البرلمانية التي سيتم فيها الإعلان عن المرسوم الملكي، إلا أن ذلك لم يمنع الحكومة وفيصل من المضي قدمًا في حل البرلمان في 8 أكتوبر.
عقد السعيد لاحقًا اجتماعًا مع قيادة حزبه في 10 أكتوبر، حيث أصدرت القيادة بيانًا يدين حل البرلمان، وقررت إرسال مذكرة إلى الملك فيصل تزعم أن الحل كان غير شرعي. حاول الملك إبعاد السعيد عن المشهد السياسي بتعيينه ممثلًا للعراق في عصبة الأمم في 16 نوفمبر 1932.
كان أمام حكومة شوكت أربعة أشهر من تاريخ حل البرلمان لإجراء انتخابات جديدة وفقًا للمادة 40 من الدستور. ولذلك، حددت الحكومة يوم 10 ديسمبر 1932 موعدًا لانتخاب الناخبين الثانويين الذين سيختارون نواب البرلمان الجديد في أوائل عام 1933.

## النتائج
لم تكن لحكومة شوكت قاعدة حزبية رسمية، لكنها دعمت قائمة من المرشحين المستقلين عُرفت باسم «كتلة الحكومة». حصلت هذه الكتلة على 72 مقعدًا من أصل 88، إلا أن هذه الأغلبية لم تصمد، حيث بدأت الكتلة في التفكك بعد انعقاد البرلمان في 8 مارس 1933.
شارك حزب الإخاء الوطني بقيادة ياسين الهاشمي ورشيد عالي الكيلاني وأعضاء من الحزب الوطني العراقي بقيادة جعفر أبو التمن في الانتخابات كتحالف معارض، وحصلوا على عدد قليل من المقاعد. في المقابل، تلاشى حزب العهد الذي كان يقوده السعيد.

## ما بعد الانتخابات
بعد الانتخابات، حاول شوكت توسيع حكومته عبر إشراك عناصر من المعارضة المعتدلة مثل الهاشمي وحكمت سليمان، إلا أنه فشل في ذلك مع تزايد قوة المعارضة وتفكك كتلته البرلمانية. قدم استقالته إلى الملك فيصل في 18 مارس 1933، وقبلها الأخير. ثم كلف الملك فيصل رشيد عالي الكيلاني بتشكيل حكومة جديدة في 20 مارس.
كان قرار حكومة شوكت بدعم مجموعة من المرشحين المستقلين تحت اسم «كتلة الحكومة» بدلًا من إنشاء حزب رسمي بداية تقليد جديد في السياسة العراقية. حيث أصبحت الحكومات تعتمد على دعم هؤلاء النواب للبقاء في السلطة وتمرير القوانين، ولكن لم تكن هناك ضمانات لبقائهم موالين للحكومة بعد الانتخابات. وبذلك، أصبح من الشائع انتقال النواب من حزب إلى آخر، أو من الموالاة إلى المعارضة والعكس.